# Adolescence (EP)
Adolescence è l'EP di debutto della cantante britannica Sophie and the Giants, pubblicato su etichetta discografica Island Records il 25 ottobre 2018.

## Tracce
1. Waste My Air – 3:10
2. Space Girl – 3:20
3. Bulldog – 3:40